# Frank Wilczek

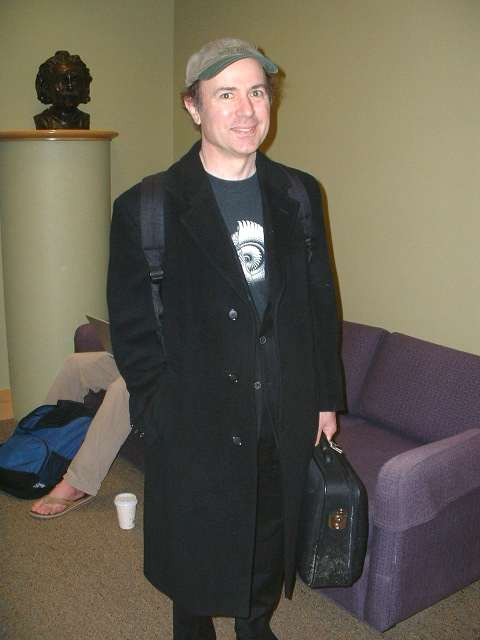
Frank Wilczek na Harvardzie

Frank Anthony Wilczek (ur. 15 maja 1951 w Mineola na wyspie Long Island w stanie Nowy Jork) – amerykański fizyk pochodzenia polsko-włoskiego, noblista; profesor fizyki w Massachusetts Institute of Technology (MIT), a wcześniej w Institute for Advanced Study (IAS) w Princeton i na University of California, Santa Barbara (UCSB); popularyzator nauki.
Wilczek zasłynął głównie jako teoretyk cząstek elementarnych, zwłaszcza chromodynamiki kwantowej. W tej teorii oddziaływań silnych badał między innymi asymptotyczną swobodę, za co został uhonorowany Nagrodą Nobla w dziedzinie fizyki w 2004 roku, razem z H. Davidem Politzerem i Davidem Grossem. Z kolei w 2022 roku przyznano mu Nagrodę Templetona za rozwój badań nad ciemną materią, oraz rozpatrywanie rezultatów swoich dociekań w szerszym, filozoficznym kontekście.

## Życiorys
Frank Wilczek urodził się w Stanach Zjednoczonych. Jego dziadkowie ze strony ojca pochodzili z Polski. Babcia, Franciszka Żybura, do 1921 mieszkała w Babicach, gm. Krzywcza pow. przemyski; dziadek, Jan Wilczek, pochodził z okolic Warszawy i był amerykańskim ochotnikiem Błękitnej Armii generała Hallera.
W 1973 ożenił się z Betsy Devine i ma z nią dwoje dzieci, Amity i Mira.

## Kariera naukowa
W 1973 na Uniwersytecie Princeton (Institute for Advanced Study) odkrył wraz z Davidem Grossem zjawisko asymptotycznej swobody, zgodnie z którą im bliżej siebie znajdują się kwarki, tym słabsze między nimi oddziaływania. Gdy kwarki są skrajnie blisko siebie, siły jądrowe między nimi są tak słabe, że zachowują się niemal jak swobodne cząstki. Teoria ta, opracowana niezależnie przez Politzera, jest istotna dla rozwoju chromodynamiki kwantowej.
Wilczek wniósł także wkład do rozwoju innych aspektów teorii pola kwantowego, fizyki materii skondensowanej, astrofizyki i fizyki cząsteczkowej. Jest autorem ponad 300 prac naukowych.
Jego obecne zainteresowania naukowe to m.in.:
- „czysta” fizyka cząsteczkowa: związki między teoretycznymi ideami i obserwowalnymi zjawiskami;
- zachowanie materii: ultrawysoka temperatura, gęstość i struktura fazowa;
- zastosowanie fizyki cząstek w kosmologii;
- zastosowanie technik teorii pola w fizyce materii skondensowanej;
- kwantowa teoria czarnych dziur.

Laureat Nagrody Sakurai przyznawanej przez Amerykańskie Towarzystwo Fizyczne (APS) teoretykom cząstek elementarnych (1986).

## Związki z Polską
Wielokrotnie odwiedzał Polskę spotykając się z fizykami Uniwersytetu Jagiellońskiego i Warszawskiego oraz uczniami szkół dając wiele wykładów. Jest członkiem zagranicznym Polskiej Akademii Umiejętności (Wydział III Matematyczno-Fizyczno-Techniczny). Otrzymał kilka polskich wyróżnień:
- 9 grudnia 2008: Medal Ignacego Paderewskiego nadany mu przez Stowarzyszenie Weteranów Armii Polskiej w Ameryce (SWAP)[potrzebny przypis].
- 17 września 2012: doktorat honorowy Uniwersytetu Marii Curie-Skłodowskiej w Lublinie[7].
- 20 września 2012: doktorat honorowy Uniwersytetu Jagiellońskiego w Krakowie[1].
- 2022: Krzyż Komandorski Orderu Zasługi Rzeczypospolitej Polskiej[8].

## Publikacje
Wybór:
- Quark Description of Hadronic Phases[9],
- Continuity of Quark and Hadron Matter[10],
- High Density Quark Matter and the Renormalization Group in QCD with Two and Three Flavors[11],
- Color-Flavor Locking and Chiral Symmetry Breaking in High Density QCD[12],
- Fermion Masses, Neutrino Oscillations, and Proton Decay in the Light of SuperKamiokande[13],
- Quantum Field Theory[14],
- Riemann-Einstein Structure from Volume and Gauge Symmetry[15],
- A Chern-Simons Effective Field Theory for the Pfaffian Quantum Hall State[16].

## Książki
1. 1988: Geometric Phases in Physics;
2. 1989: Longing for the Harmonies: Themes and Variations from Modern Physics, współautorka: Betsy Devine;
  - 2007: W poszukiwaniu harmonii. Wariacje na tematy z fizyki współczesnej, tłum. Ewa L. Łokas, Bogumił Bieniok, Prószyński Media, ISBN 978-83-7469491-9.
3. 1990: Fractional Statistics and Anyon Superconductivity;
4. 2008: The Lightness of Being, Mass, Ether, and the Unification of Forces;
  - 2011: Lekkość bytu. Masa, eter i unifikacja sił, tłum. Ewa L. Łokas, Bogumił Bieniok, Prószyński, ISBN 978-83-7648536-2.
5. A Beautiful Question: Finding Nature's Deep Design;
  - 2016: Piękne pytanie. Odkrywanie głębokiej struktury świata, tłum. Bogumił Bieniok, Prószyński, ISBN 978-83-8069454-5.
6. Fundamentals: Ten Keys to Reality;
  - 2021: Podstawy. Dziesięć kluczy do rzeczywistości, tłum. Ewa L. Łokas, Bogumił Bieniok, Prószyński, ISBN 978-83-8234320-5.